# Synnada in Mauretania
Synnada in Mauretania (łac. Diocesis Sinnadensis in Mauretania) – stolica historycznej diecezji we Cesarstwie rzymskim w prowincji Mauretania Cezarensis, zlikwidowana w VII w. podczas ekspansji islamskiej, współcześnie w północnej Algierii. Obecnie katolickie biskupstwo tytularne. 

## Biskupi tytularni
| Lp. | Biskup               | Funkcja                               | Od                | Do                   |
| --- | -------------------- | ------------------------------------- | ----------------- | -------------------- |
| 1   | Marcel-Marie Dubois  | emerytowany biskup Besançon (Francja) | 2 lipca 1966      | 12 lipca 1967        |
| 2   | Wilson Laus Schmidt  | emerytowany biskup Chapecó (Brazylia) | 22 stycznia 1968  | 16 marca 1971        |
| 3   | Antônio Soares Costa | biskup pomocniczy Natal (Brazylia)    | 25 listopada 1971 | 27 października 1993 |
| 4   | James Kazuo Kōda     | biskup pomocniczy Tokio (Japonia)     | 29 listopada 2004 |                      |